# Nordhaugen
Der Nordhaugen (norwegisch für Nordhügel) ist ein Hügel im ostantarktischen Königin-Maud-Land. Im Gebirge Sør Rondane ragt er als der nördlichste dreier Hügel (die anderen sind der Mehaugen und der Sørhaugen) an der Ostflanke des Kampbreen auf.
Norwegische Kartografen, die den Hügel auch deskriptiv nach seiner geographischen Position benannten, kartierten ihn 1946 anhand von Luftaufnahmen, die bei der Lars-Christensen-Expedition 1936/37 entstanden.